# Surface 2
Surface 2 és una tauleta híbrida de la gamma Surface amb Windows RT que va ser creada per Microsoft. Es va presentar el 23 de setembre de 2013, i es va llançar el 22 d'octubre de 2013; és la successora de la tauleta Surface original. Des del gener de 2015 Microsoft ja no fabrica la Surface 2, però proporcionarà actualitzacions de seguretat per al dispositiu fins al 2023. El següent intent de Microsoft amb tauletes Windows amb processadors ARM fou la Surface Pro X.